# Consonne gutturale
En phonétique articulatoire, une consonne gutturale (du latin guttur « gorge ») est une consonne dont le point d'articulation se situe dans la gorge ou l'arrière-bouche, et plus exactement vers le voile du palais. L'extension de ce terme est mal définie, de sorte qu'il tend à tomber en désuétude au profit de dénominations plus précises. 
Il reste parfois employé comme terme générique en phonologie pour désigner commodément un groupe de consonnes postérieures, lorsqu'il est utile de discuter de propriétés qu'elles ont en commun au sein d'une langue.
Ont été historiquement qualifiées de gutturales :
- les dorsales : articulées avec la partie postérieure de la langue, contre le palais dur (palatales), le voile du palais (vélaires) ou la luette (uvulaires)
- les radicales : articulées avec la racine de la langue contre le pharynx (pharyngales) ou l'épiglotte (épiglottales)
- les glottales : articulées au niveau de la glotte.

La gutturalisation désigne le déplacement de l'articulation d'un phonème vers l'arrière du palais. 

## Usage en grammaire hébraïque
En grammaire hébraïque traditionnelle, le diqdouq דִּקְדּוּק qualifie les articulations phonologiquement les plus importantes pour la grammaire hébraïque par un adjectif dérivé du nom de l'organe pointeur correspondant. La catégorie des consonnes gutturales correspond aux lettres א,ה,ח,ע (ʿayin, het, he,aleph). Elle joue un rôle fort important en morphologie ; ainsi ces consonnes ne peuvent-elles jamais être redoublées par un daguesh.